# Jean-Yves Ferri
Jean-Yves Ferri (Argel, 20 de abril de 1959) é um roteirista de histórias em quadrinhos e escritor francês.
Em julho de 2011, Jean-Yves foi escolhido por Albert Uderzo e a editora Hachette para dar prosseguimento à série Astérix, criada por René Goscinny e Uderzo.

## Nova parceria
O desenhista franco-belga Didier Conrad foi escolhido para ilustrar os roteiros elaborados por Jean-Yves.

### Detalhes das produções
O volume 35, Astérix entre os Pictos, foi publicado em 24 de outubro de 2013.
O volume 36, O Papiro de César, foi lançado em 22 de outubro de 2015.
O volume 37, Astérix et la Transitalique, foi lançado em 19 de outubro de 2017.

## Obras
- Fables autonomes
  - Volume 1 (1996)
  - Volume 2 (1998)

- Aimé Lacapelle
  - Je veille aux grains (2000)
  - Tonnerre sur le sud-ouest (2001)
  - Poules rebelles (2003)
  - Bêtes à bon diou (2007)

- Le Retour à la terre (com Manu Larcenet)
  - La vraie vie (2002)
  - Les projets (2003)
  - Le vaste monde (2005)
  - Le déluge (2006)
  - Les révolutions (2008)

- Revoir Corfou, le recueil des dessins hors-séries (2004)

- Correspondances (2006)

- Le sens de la vis (com Manu Larcenet)
  - Le sens de la vis (2007)
  - Tracer le cercle (2010)

- De Gaulle à la plage (2009)

## Premiações
- Grand Prix de L'Humour Noir (2005)
- Prix Jacques Lob (2008)